# Ockelbo (snöskoter)

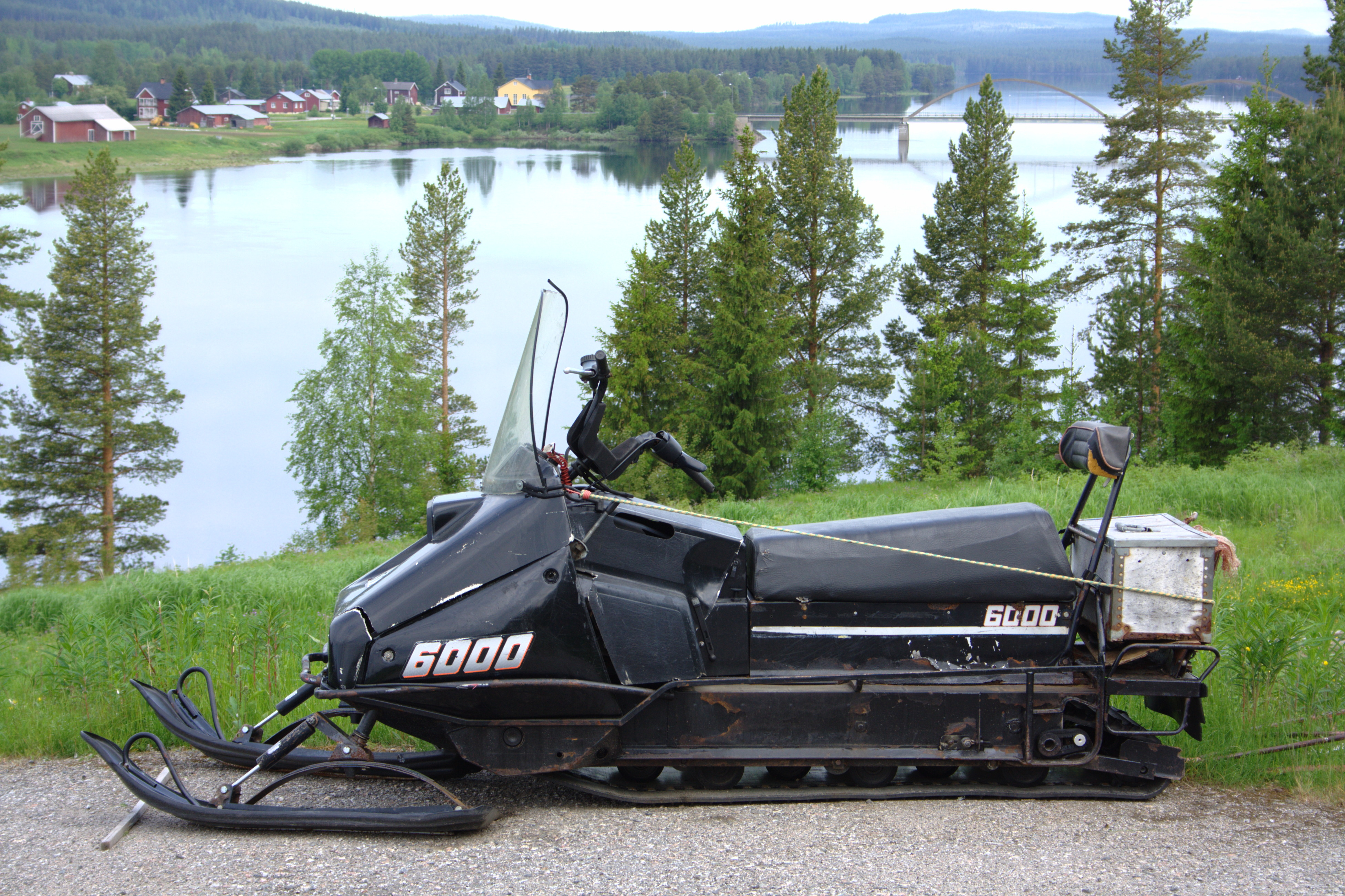
En Ockelbo 6000.

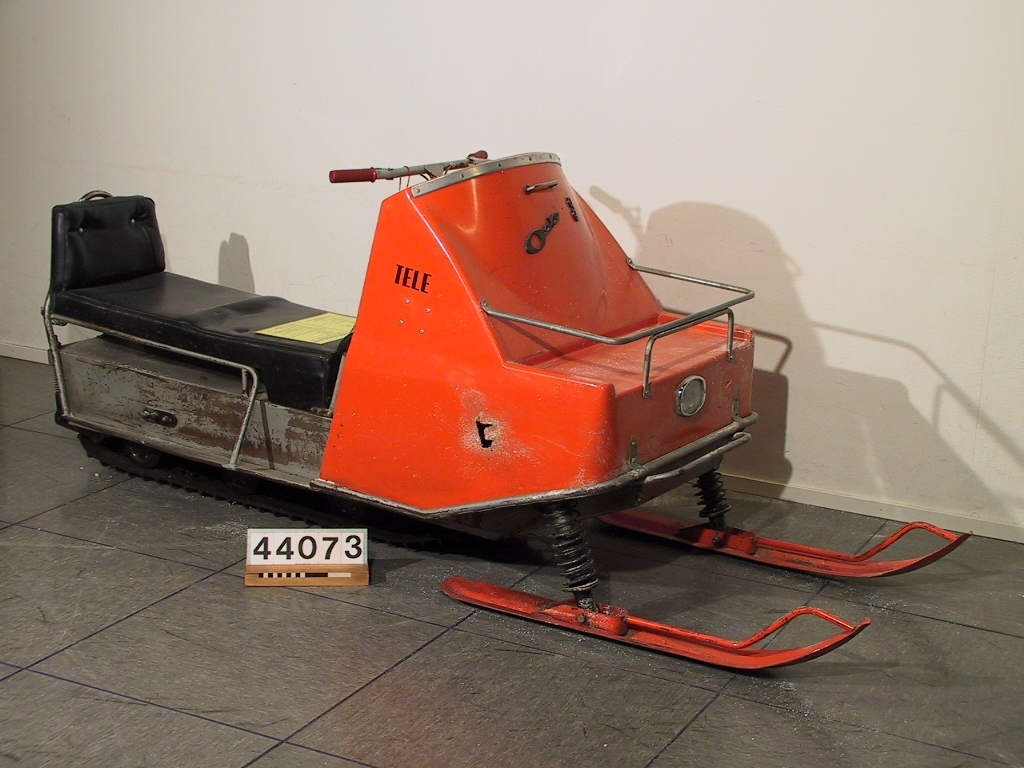
En Ockelbo 300 Turist, använd av Televerket Radios fjärrnätskontor i Sundsvall

Ockelbo var ett varumärke för en svensk snöskoter som tillverkades i Ockelbo 1964-1989 då märket lades ned efter att finska Valmet, som tillverkade Lynx, och senare Bombardier köpt upp rättigheterna.

## Historik
Erik Lundgren, Valdemar Lindström, Eskil Carlsson och Tage Lindström bildade 1962 bolaget Industribolaget Ockelbo (IBO). Året därpå kom deras första skoter, Ockelbo Turist, med en motor på 9 hästkrafter. Vintern 1966 presenterades en skoter med dubbla band, TrioMan och 1968 kom Ockelbo 600, en modell med extra brett band. Under 1970-talet steg produktionen till över 2 000 snöskotrar per år. De tre grundmodellerna fanns i 14 olika utföranden men lackerades bara i orange kulör.
År 1976 övertogs verksamheten av investmentbolaget Karolin Invest som samma år även köpte konkurrenten Rajd. Tillverkningen av Rajd flyttades till Ockelbo men efter cirka 700 tillverkade maskiner lades tillverkningen av Rajd ner. I slutet av 1970-talet började man även att successivt förlänga 300-modellen och efter några år förlängdes även 600 och TrioMan. Genom sina kontakter kom Ockelbo över drygt 400 snöskotrar från konkursdrabbade Skiroule, en modell som från 1977 kom att säljas under namnet Ockelbo Laser. 
I 1980-talets början bytte man namn på modellerna. TrioMan döptes om till Ockelbo 800 och Ockelbo 300 bytte namn till 400. År 1982 köptes Ockelbo upp av Valmet och de nya modellerna som då togs fram fick namnen Ockelbo 4000, 6000 och 8000; de nya modellerna var svarta men med detaljer i orange. 
Programmet utökades också med en förlängd modell, Ockelbo Poro, utrustad med encylindrig Rotax-motor. Modellen var i första hand riktad till samerna som målgrupp, därav namnet Poro som betyder ren på finska. Ännu en ny modell presenterades 1983 i och med Ockelbo 5000 som togs fram för den kundgrupp som inte i första hand skulle använda skotern på yrkesmässig basis. Modellen presenterades med en speciell så kallad "hjulslide-boggie". Boggien var uppbyggd ungefär som en vanlig slideboggie, men istället för plast-slides på boggiskenorna satt där istället hjul hela vägen. I slutet av 1980-talet presenterades modellerna 3500, 3502, 4500 och Ockelbo Fighter som ersatte modellen 5000. Dessa maskiner var då de presenterades i teknikens framkant med lösningar som kuggremsdrift istället för den då rådande drivkedjan som slututväxling mot mattans drivhjul, och bromsskivan monterad direkt på mattans drivaxel. Båda dessa lösningar har kommit igen på senare tid, men mest i riktiga högprestandamaskiner och custombyggen, inte i den typ av arbets/nyttoskoter som Ockelbo producerade. De nya modellerna hade också det unika boggiesystemet med hjul istället för slides på skenorna.
Ägaren Valmet skapade sedan ett samarbete mellan Lynx och Ockelbo. Efter en tid tog Bombardier över både Lynx, Ockelbo och Trapper. År 1989 meddelade Bombardier att tillverkningen av Ockelbo skulle läggas ner. Fabriken i Ockelbo fortsatte att tillverka snöskotrar till 1992. Förutom några Lynx-modeller tillverkade man även 6000, 8000 och Fighter. Dessa såldes med varumärket Lynx och med Ockelbo som modellnamn.